# Fiat 500 (2007)
Fiat 500 är en personbil, tillverkad av den italienska biltillverkaren Fiat mellan 2007 och 2024.
Fiat lanserade i augusti 2007 en ny 500-modell. Den är utvecklad av Fiats Centro Stile och bygger på plattformen från Fiat Panda, som även delas med nya Ford Ka. Tillverkningen sker i Fiatfabriken i Tychy i Polen. Från och med 2010 tillverkas bilen även i Toluca i Mexiko. Det är en kompakt tredörrarsbil, som är 355 cm lång, 165 cm bred, 149 cm hög och har ett axelavstånd på 230 cm. Det finns tre motoralternativ: två bensinmotorer och en dieselmotor. Minsta bensinmotorn och dieseln släpper ut mindre än 120 g koldioxid per kilometer och klassas därmed som miljöbil i Sverige.
Modellen klarade fem stjärnor i Euro NCAP:s krocktest i augusti 2007. Detta grundar sig på en stark struktur och mycket säkerhetsutrustning. Sju krockkuddar är standard.
Fiat 500 fick följande bedömning i Euro NCAP:s test;
- Vuxenskydd =
- Barnskydd =
- Fotgängarskydd =

Fiat 500 utsågs till Årets bil i Europa 2008 och har blivit en försäljningssuccé i Europa. Från början planerades en produktion på 60 000 exemplar per år, men nu produceras ungefär det tredubbla.
400 exemplar av Fiat 500 skall under 2009 och 2010 konverteras till eldrift av ett västsvenskt företag. Fiat levererar bilarna utan motor, kylare, bensintank osv och företaget monterar en el-drivlina. I samband med offentliggörandet av detta nämndes att även Fiat Panda och Fiat Grande Punto kan komma att elkonverteras.

## Bilder

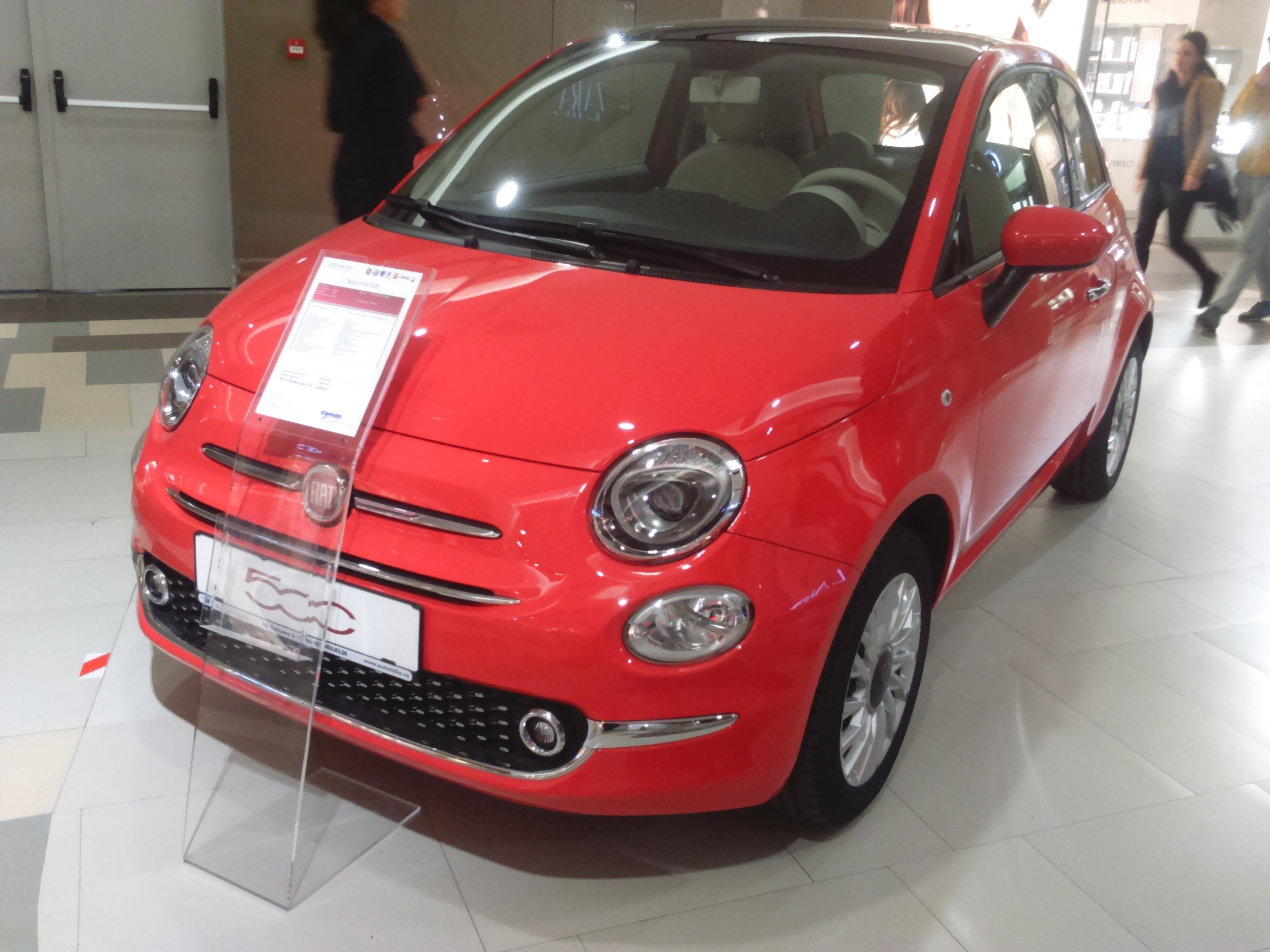
Fiat 500 (2016)
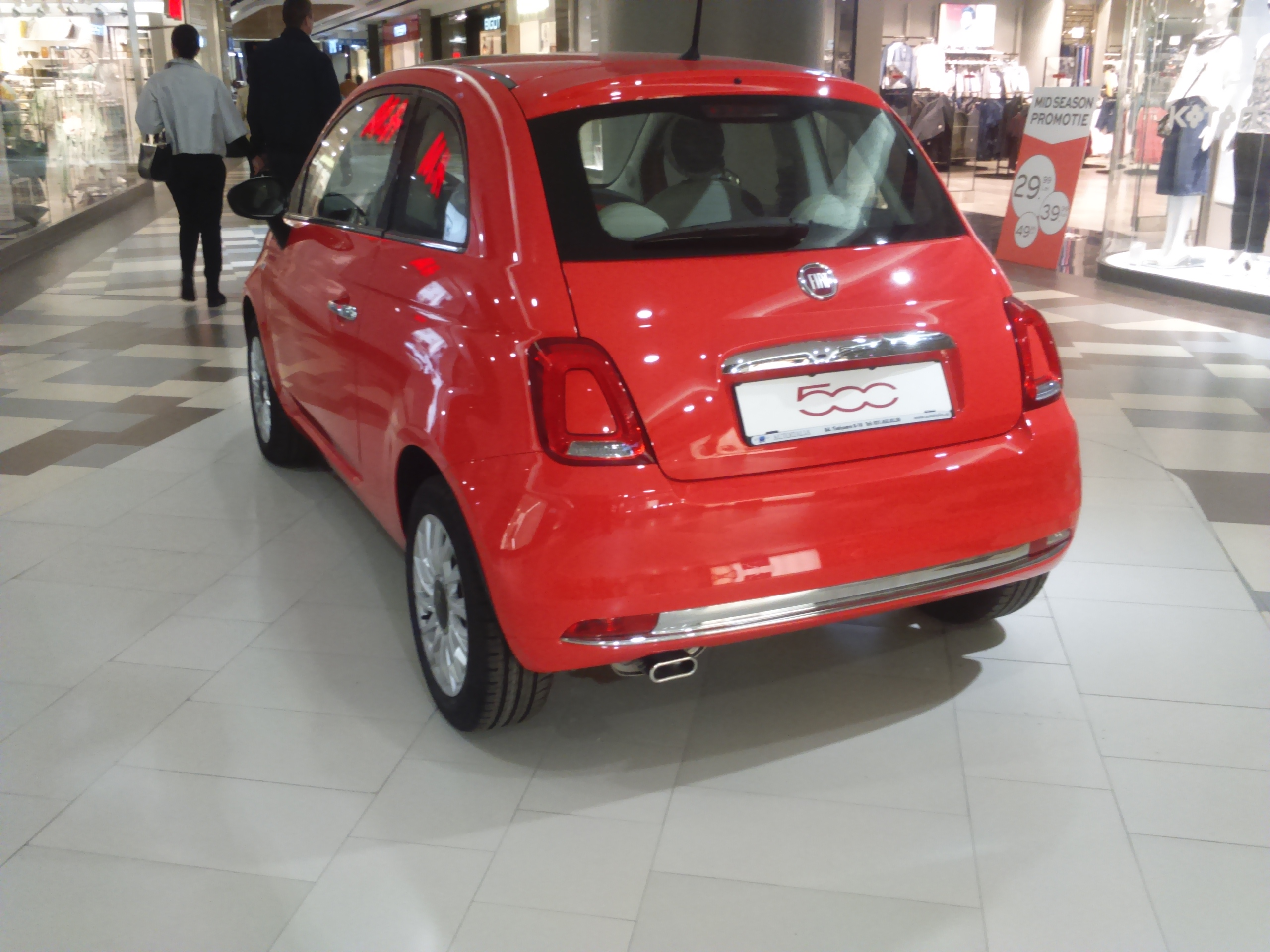
Fiat 500 (2016)
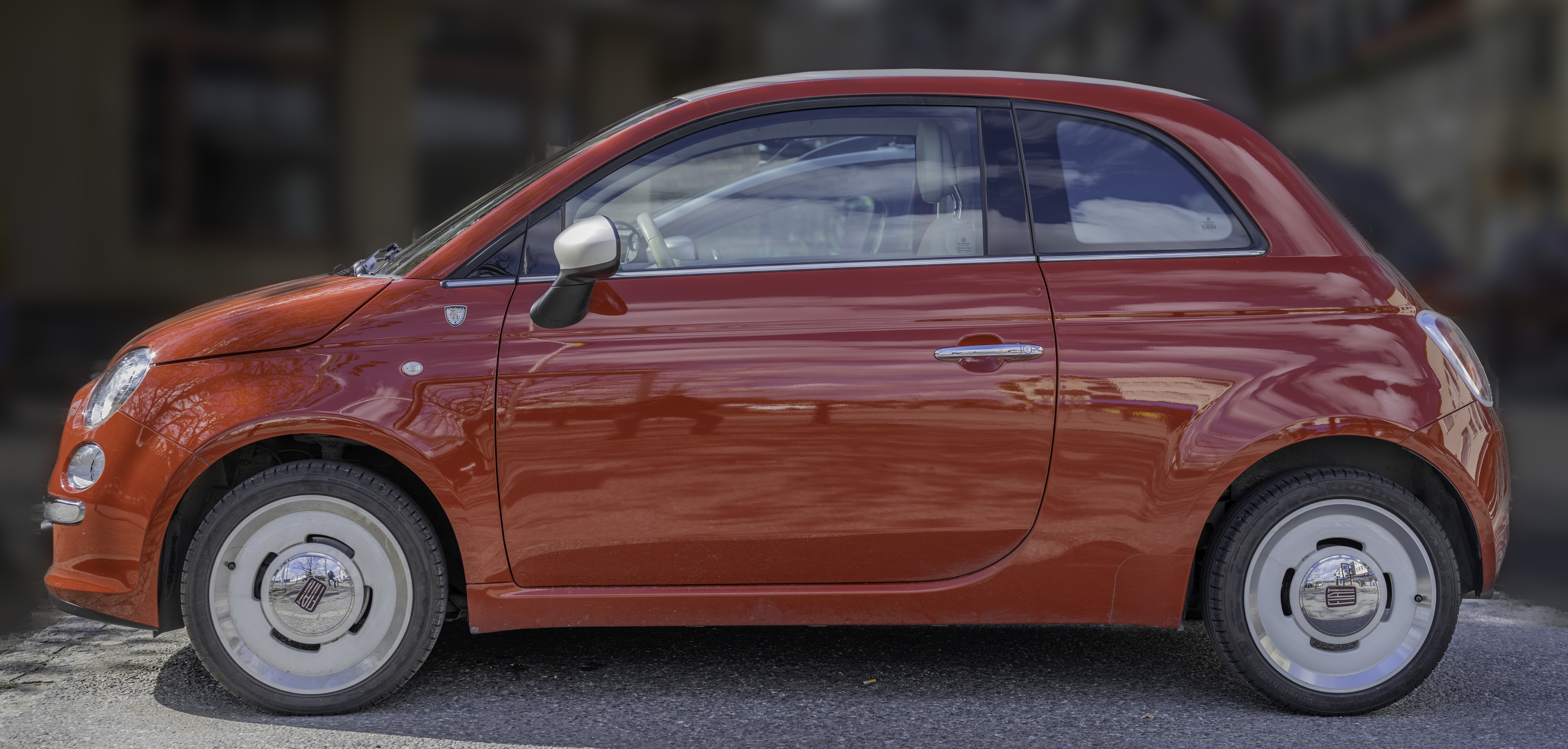
Fiat 500